# Paul Munster
Paul Munster (* 9. února 1982, Belfast) je bývalý severoirský fotbalový útočník a později trenér.

## Fotbalová kariéra
Do Slavie Praha přišel v roce 2004 z kanadského celku London City, ve kterém nastřílel za sezónu 23 ligových gólů. Ve Slavii se neprosadil a v létě 2005 odešel. V lednu 2007 jej angažoval SK Hradec Králové. V české lize odehrál 3 utkání.